# شانانا غوسماو
كاي رالا شانانا غوسماو (بالبرتغالية: Kay Rala Xanana Gusmão) ـ (ولد في 20 يونيو 1946 باسم جوزيه أليشاندري غوسماو (بالبرتغالية: José Alexandre Gusmão)) هو سياسي وناشط سابق من تيمور الشرقية. تولى رئاسة تيمور الشرقية في الفترة من مايو 2002 إلى مايو 2007، كأول رئيس لتيمور الشرقية، كما صار رابع رئيس وزراء للبلاد منذ 8 أغسطس 2007، وما زال في هذا المنصب حتى اليوم.

## روابط خارجية
- شانانا غوسماو على موقع IMDb (الإنجليزية)
- شانانا غوسماو على موقع الموسوعة البريطانية (الإنجليزية)
- شانانا غوسماو على موقع مونزينجر (الألمانية)
- شانانا غوسماو على موقع إن إن دي بي (الإنجليزية)